# Jean-Baptiste Cardonne
Jean-Baptiste Cardonne (genannt Philibert; * 26. Juni 1730 in Versailles; † nach August 1792) war ein französischer Komponist, Cembalist und Sänger.

## Leben und Wirken
Sein zweiter Vorname Philibert erscheint zuerst bei Fétis. Die Veröffentlichungen und Manuskripte seiner Zeit tragen allerdings nur die Bezeichnung M. Cardonne. Sein Vater war erster Beamter („premier commis“) des königlichen Hauses. Jean-Baptiste Cardonne begann seine Karriere als königlicher Page und erhielt seine musikalische Erziehung von François Collin de Blamont. Er galt als Wunderkind; als 13-Jähriger komponierte er eine Motette für großen Chor, die vor König Louis XV. aufgeführt wurde. Weitere Werke von ihm erschienen in den Programmen der königlichen Kapelle zu Versailles und im Concert spirituel. 1745 wurde er als Sänger und Cembalist Mitglied der königlichen Kapelle, in den 1750er Jahren sang er im Chor des Theaters der Marquise de Pompadour. Im nächsten Jahrzehnt genoss er die Gunst des königlichen Hofes, vor allem von Prinzessin Maria Josepha von Sachsen und der Töchter von Louis XV., für die er beauftragt wurde, Cembalosonaten und Arietten zu schreiben. 
Ab 1768 wurde er von seinem Hofamt pensioniert und wandte sich nun der Oper zu. Als erstes vertonte er die Tragödie Omphale von Antoine Houdar de La Motte, die mit der Musik von André Destouches im Jahre 1752 insbesondere von Friedrich Melchior Grimm heftig kritisiert worden war. Cardonne versuchte, die Ideen der beiden Parteien im Buffonistenstreit einander anzunähern, jedoch mit mäßigem Erfolg. 1780, nach dem Tod von Pierre-Montan Berton, wurde er dessen Nachfolger als Musikmeister des Königs. Diese Stelle behielt er wohl bis August 1792, doch nach dem Sturz der Monarchie im September dieses Jahres, finden sich keine Mitteilungen mehr über ihn.

## Werk
Jean-Baptiste Cardonne komponierte einige Motetten, fünf Opern, „Six Sonates en trio“, „Premier Livre Sonates pour le clavecin avec accompagnement du violon“, 6 Sonaten für Cembalo und Violine, 2 Sinfonien und Konzerte.